# Sartoria hedysaroides
Sartoria hedysaroides är en ärtväxtart som beskrevs av Pierre Edmond Boissier och Theodor Heinrich von Heldreich. Sartoria hedysaroides ingår i släktet Sartoria och familjen ärtväxter. Inga underarter finns listade i Catalogue of Life.